# NGC 1198
NGC 1198 è una galassia lenticolare (o ellittica) situata nella costellazione di Perseo, a una distanza di circa 68 milioni di anni luce dalla nostra Via Lattea.

## Scoperta
La galassia è stata scoperta il 12 settembre 1885 dall'astronomo francese Édouard Stephan. 
Tre anni più tardi, il 27 ottobre 1888, la galassia è stata osservata dall'astronomo statunitense Lewis Swift e successivamente aggiunta all'Index Catalogue con il codice IC 282.